# Wingback
En wingback er en position i fodbold som er placeret mellem midtbanen og forsvaret. En wingback er betegnet som en back, der indbefatter i den offensive tilgang til spillet. Wingbackens rolle er at styrke den offensive spillestil, samtidig med, at den fungerer som en normal back.
I Danmark er brugen af wingbacker ikke videre populært, men spillere som blandt andet Rasmus Daugaard og Thomas Rasmussen har gjort deres med at videreføre budskabet om brugen af wingbacken, med deres egen måde at spille positionen. I udlandet hedder de bedste wingbacker blandt andre Philip Lahm, Dani Alves, Roberto Carlos og Cafu.